# Parafia św. Antoniego Padewskiego w Gąskach
Parafia świętego Antoniego Padewskiego w Gąskach – parafia rzymskokatolicka, znajdująca się w diecezji ełckiej, w dekanacie Olecko – św. Jana Apostoła.